# Dálnice M25 (Maďarsko)
Dálnice M25 v Maďarsku je silnicí pro motorová vozidla (maďarsky autóút) napojující město Eger na dálnici M3. Dálniční křižovatka mezi těmito dálnicemi je v km 108 dálnice M3 u města Füzesabony. 
Výstavba byla v celém úseku mezi městy Füzesabony a Eger dokončena v roce 2021. 